# Sint-Henricus
Sint-Henricus is een dorp in de Belgische provincie West-Vlaanderen. Het ligt in het open gebied in het zuiden van Torhout, een viertal kilometer ten zuiden van het stadscentrum. Sint-Henricus ligt langs de N35 tussen Kortemark en Lichtervelde, en ligt dichter bij deze twee dorpscentra, dan bij het stadscentrum van Torhout.

## Geschiedenis
Sint-Henricus ligt aan de Rijksweg, een belangrijke verbindingsweg van Diksmuide naar Tielt. Deze werd van 1844-1850 aangelegd. Van 1870-1873 kwam parallel daaraan een spoorweg tot stand. Dit alles leidde tot bevolkingstoename, vooral door het ontstaan van lintbebouwing langs de Rijksweg in de eerste helft van de 20e eeuw. Op het gehucht Langenhoek was al vanaf 1869 een schooltje. Een parochie werd gesticht in 1937 en in 1939 werd de Sint-Henricuskerk gebouwd. Om deze kerk ontstond een kleine nederzetting, waar in 1953 ook het schooltje (kleuter- en basisschool) naar toe verhuisde. Van 1966-1972 werd de nederzetting nog uitgebreid.

## Evenementen
Begin september wordt er ieder jaar een loopwedstrijd gehouden in en rondom Sint-Henricus: de Sint-Henricusloop.

## Nabijgelegen kernen
Lichtervelde, Torhout, Kortemark, Gits

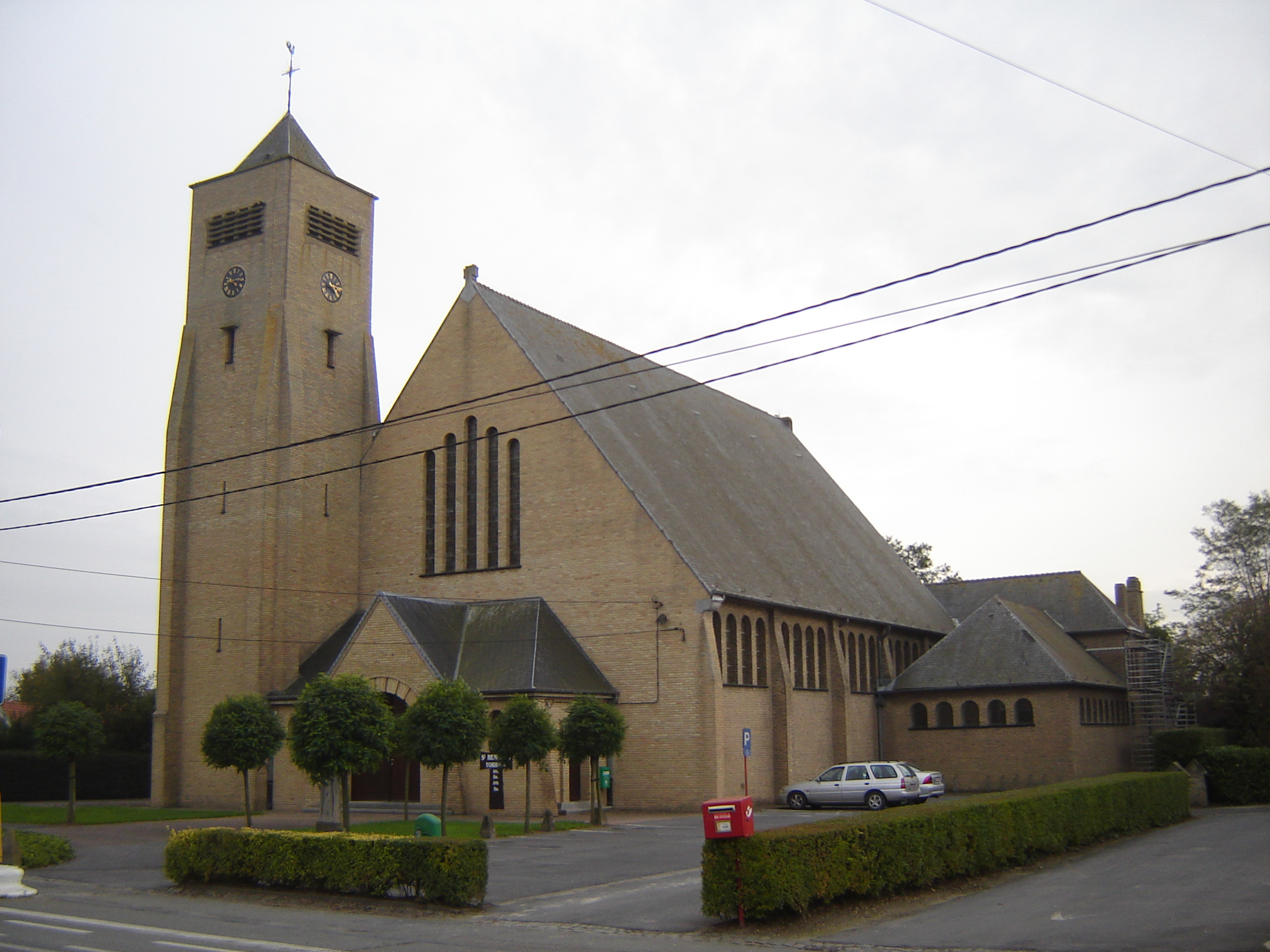
Sint-Henricuskerk